# Las Viadas
Las Viadas es una localidad del municipio burgalés de Valle de Tobalina, en la Comunidad Autónoma de Castilla y León (España). 
La iglesia está dedicada a san Andrés apóstol.

## Localidades limítrofes
Confina con las siguientes localidades:
- Al sureste con Herrán y La Revilla de Herrán.
- Al suroeste con Leciñana de Tobalina y Parayuelo.
- Al oeste con Santa Coloma.
- Al noroeste con La Prada.

## Demografía
Evolución de la población
| Gráfica de evolución demográfica de Las Viadas entre 2000 y 2017   |
|                                                                    |
| Población de derecho (2000-2017) según el padrón municipal del INE |

## Historia
Así se describe a Las Viadas en el tomo XVI del Diccionario geográfico-estadístico-histórico de España y sus posesiones de Ultramar, obra impulsada por Pascual Madoz a mediados del siglo XIX:

Lugar en la provincia, audiencia territorial, capitanía general y diócesis de Burgos (21 leguas), partido judicial de Villarcayo (4), ayuntamiento del valle de Tovalina (1). Situado en una loma, con buena ventilación y clima frío, pero sano. Tiene 20 casas, una iglesia parroquial (San Andrés Apóstol), servida por un cura párroco. El término confina N con la sierra de Valderejo; E Revilla, S y O La Prada. El terreno es gredoso, de mediana calidad; la parte montuosa está poblada de encinas. Hay varios caminos locales. El correo se recibe de Frías. Producciones: cereales y legumbres; cría ganado lanar, y caza menor. Población: 11 vecinos, 41 almas. Capital imponible: 271 reales.
Diccionario geográfico-estadístico-histórico de España y sus posesiones de Ultramar